# Димитър Златанов Градоборчето
Димитър Златанов, известен като Градоборчето (на гръцки: Δημήτριος Βουλγαράκης, Димитриос Вулгаракис), е български църковен певец и музикален деец от Южна Македония.

## Биография
Златанов е родом от село Градобор, Солунско. Получава гръцко образование, а след това музикално в Рилската певческа школа.
Сред гръцките църковни певци и музикоучители той е известен под името Димитриос Вулгаракис или Димитрото Вулгараки. Има необикновено приятен, силен и висок глас. Гласовият му орган обхваща три октави. Певец е в църквите „Свети Никола“, „Свети Мина“ и „Свети Атанас“ в Солун. Неговата слава на голям и изкусен певец се разнася не само в Солунско, но и в Мала Азия.
Когато Смирненският протопсалт (първопевец) на тамошната катедрала чува за пението на Градоборчето, заминава за Солун, за да го чуе и да се запознае с него. След като слуша воскресната вечерня, утреня и света литургия, той му предлага на негови разноски да замине за Смирна. Там Димитър Градоборчето пее в църква и поради произведения ефект е богато възнаграден. От Смирна Градоборчето и Смирненският протопсалт заминават за Атина, където пеят заедно в една църква, след което се разделят и заминават, единият за Смирна, а Градоборчето за Солун.
Димитър Градоборчето съставя и преработва много Херувимски песни, „Достойно есть“ и Велики Славословия. Всички негови църковни композиции са издадени от гръцки издатели под името Димитриос Вулгаракис.